# Lucile Hadžihalilović
Lucile Emina Hadžihalilović (Lyon, 7 de maig de 1961) és una escriptora i directora francesa d'origen bosnià. Els seus treballs més destacats inclouen el curtmetratge de 1996 La Bouche de Jean-Pierre i el llargmetratge de 2004 Innocence, pel qual es va convertir en la primera dona a guanyar el premi anual Bronze Horse del Festival Internacional de Cinema d'Estocolm a la millor pel·lícula.

## Biografia
Hadžihalilović va nàixer a Lió el 1961, de pares iugoslaus-bosnians i va créixer al Marroc fins als 17 anys. Va estudiar història de l'art, i es va graduar a la prestigiosa escola de cinema francesa La Femis (abans Institut des hautes études cinématographiques) el 1987 amb el curtmetratge La Première Mort de Nono.
A principis dels anys noranta, va començar a col·laborar amb el notable cineasta francés Gaspar Noé. Va produir i editar el seu curtmetratge Carne (1991) i la seqüela, el llargmetratge I Stand Alone (1998), i junts van formar la productora Les Cinémas de la Zone, el 1991. Noe va explicar la seua unió com a socis comercials: "Vam descobrir que compartíem la voluntat de fer pel·lícules atípiques i vam decidir entre tots crear la nostra pròpia societat, Les Cinémas de la Zone, per poder finançar els nostres projectes". La primera pel·lícula de Hadžihalilović després de la seua graduació, La Bouche de Jean-Pierre (1996), va ser el resultat de l'esforç col·laboratiu. Hadžihalilović va escriure, editar, produir i dirigir la pel·lícula mentre Noé treballava com a director de fotografia. La Bouche de Jean-Pierre es va mostrar durant el panel Un Certain Regard al Festival de Cannes i va ser seleccionada per a altres festivals destacats d'arreu del món. Hadžihalilović també va contribuir al guió de Enter the Void (2009) de Noe, i va continuar com a productora de Lux Æterna (2019) i Vortex (2021).

## Carrera

### Editora
Hadžihalilović va treballar com a editora per a diverses pel·lícules abans de començar els seus propis projectes. La primera pel·lícula en la qual va treballar va ser el curt Festin de Sylvain Ledey (1986), després del qual va editar el documental d'Alain Bourges del 1991 Horizons artificiels (Trois rêves d'architecture), que s'ha descrit com "tres enfrontaments entre el discurs sobre l'arquitectura i l'arquitectura de la parla". Poc després, havia començat la seua col·laboració amb Gaspar Noé i va treballar en el curt de 1991 Carne. El 1994, va treballar en el curt La Baigneuse de Joel Leberre. Aleshores, Hadžihalilović va produir i editar la seqüela del llargmetratge Carne, I Stand Alone, el 1998.

### Directora
El primer curtmetratge de Hadžihalilović després de la seua graduació va ser La Bouche de Jean-Pierre (1996). S'explica a través dels ulls d'una jove, Mimi (Sandra Sammartino), la mare de la qual s'havia intentat suïcidar. Aleshores, la Mimi es trasllada a viure amb sa tia (Denise Aron-Schropfer) i un home anomenat Jean-Pierre (Michel Trillot). La pel·lícula presenta l'abús infantil i acaba amb la Mimi prenent pastilles per dormir en un esforç per copiar a sa mare.
El 1998, Hadžihalilović va fer Good Boys Use Condoms, com a part d'una sèrie de curtmetratges eròtics que promouen l'ús del preservatiu. Un altre de la sèrie, Sodomites, el va fer Noé. El 2004, va estrenar la pel·lícula Innocence, aclamada per la crítica, protagonitzada per Marion Cotillard i Hélène de Fougerolles. La pel·lícula es va inspirar en la novel·la de 1903 Mine-Haha, o Sobre l'educació corporal de les noies joves del dramaturg alemany Frank Wedekind. La pel·lícula segueix a tres xiques joves que assisteixen a un misteriós internat i les seues interaccions amb els seus professors (Cotillard i Fougerolles). Entre les referències de la pel·lícula s'hi troben Picnic at Hanging Rock (1975), de Peter Weir, Suspiria de Dario Argento (1977) i The Spirit of the Beehive (1973) de Victor Erice.
Hadžihalilović va estrenar un curtmetratge titulat Nectar el 2014, i el llargmetratge Evolution el 2015. L'evolució gira al voltant de nois joves que són sotmesos a tractaments misteriosos i viuen en una illa habitada únicament per dones i elles mateixes.
Hadžihalilović va llançar el seu primer llargmetratge en anglès l'any 2021 anomenat Earwig, sobre una xica que té les dents de gel.

## Filmografia

### Editora
- Festin (1986) (curtmetratge)
- La Première Mort de Nono (1987) (curtmetratge)
- Horizons artificiels (Trois rêves d'architecture) (1991)
- Carne (1991) (curtmetratge)
- La Baigneuse (1994) (curtmetratge)
- La Bouche de Jean-Pierre (1996) (curtmetratge)
- I Stand Alone (1998)

### Actriu
- Les cinéphiles - Le retour de Jean  (1989)
- Les cinéphiles 2 - Eric a disparu  (1989)
- Carne (1991) (curtmetratge)

### Directora
- La Premiere Mort de Nono (1987) (curtmetratge)
- La Bouche de Jean-Pierre (1996) (curtmetratge)
- Good Boys Use Condoms (1998) (curtmetratge)
- Innocence (2004)
- Nectar (2014) (short film)
- Evolution (2015)
- Earwig (2021)